# 四五式二十四糎榴弾砲
四五式二十四糎榴弾砲（よんごしきにじゅうよんせんちりゅうだんほう）は、大日本帝国陸軍が1912年（明治45年）に制式化した榴弾砲（攻城砲）である。なお、本稿では24cm榴弾砲の原型として設計・開発された四五式二十糎榴弾砲についても説明する。

## 概要
日本陸軍は日露戦争中の旅順包囲戦によって多大な損害を出した。この戦訓によって大威力の特殊な重砲を整備しようとする意見が生まれた。当初の研究予定では15cm加農、20cm榴弾砲、30cm榴弾砲、40cm榴弾砲が策定された。20cm榴弾砲の試作完了後、試験に立ち会った陸軍幹部から威力不足が指摘された。また榴弾威力、装填速度を考慮し、口径を24cmに拡大して再設計が行われた。したがって四五式二十四糎榴弾砲は、スケールが異なるものの形状や機構は四五式二十糎榴弾砲のそれを引き継いでいる。生産数は、昭和17年末の時点で81門製造とする大阪造兵廠第一製造所の記録が残る。
攻城砲とは、堅固な敵要塞・野戦陣地の攻撃や、海岸防衛用に使用する非常に大威力の火砲で、榴弾砲の場合は敵の陣地または砲塔に曲射弾道によって直撃を加え、破壊することを目的とする。

## 運用
本砲は軍直轄の砲兵として編成される。砲兵連隊は二個大隊、四個中隊8門で構成される。
本砲は1914年（大正3年）、第一次世界大戦における青島攻略戦ではじめて実戦に投入され、ドイツ帝国軍の陣地攻撃に威力を発揮した。このときには1個中隊として4門が参戦した。港への揚陸には22時間を要した。さらに戦場へは5t積みないし0.5t積みの軽便鉄道を使用し、50km離れた各陣地へ全ての部品を輸送するのに4日を要した。1914年10月31日の砲撃開始から1時間で大部分の敵砲兵が沈黙した。射程は概ね各陣地から8kmだった。翌日の射撃では堡塁を狙い、歩兵の突入口を開いたものの、2門に腔発事故が生じた。状況は現地で炸薬を詰めた砲弾が砲腔内で半爆を起こし、砲身がふくれたというもので、人員に被害はなかった。こののち、砲弾の炸薬を分割し、間にフェルトを詰めて衝撃の緩和がはかられた。二十四糎榴弾砲の中隊はこの戦役で合計990発を射撃している。重砲部隊はイルチス砲台及びビスマーク砲台に砲撃を集中したものの、破壊に成功したのはイルチス砲台の8門中1門のみだった。これは射撃法の研究不足、練度によるものだった。
その後、日中戦争や第二次世界大戦では使用機会が減少したが、1941年の香港攻略戦ではグレートブリテンおよび北アイルランド連合王国軍の香港島要塞攻撃に使用されている。1941年8月、上陸にあわせて8門が投入され、敵トーチカを射撃した。この部隊は自動車による機械化が行われており、12月9日から14日にかけて100km以上を移動した。弾薬は満足な数が補給されず、作戦開始時に各砲257発を携行し、作戦終了時には各砲11発まで減っていた。
またフィリピンの戦いにおいても、バターン半島の戦いや、コレヒドール要塞の攻略戦に投入された。このときの移動は500kmに及ぶ。大戦末期には、ソビエト社会主義共和国連邦赤軍に対する防衛のため満州に配置されたほか、本土に18門、また父島、奄美大島の要塞に配備された。

## 構造

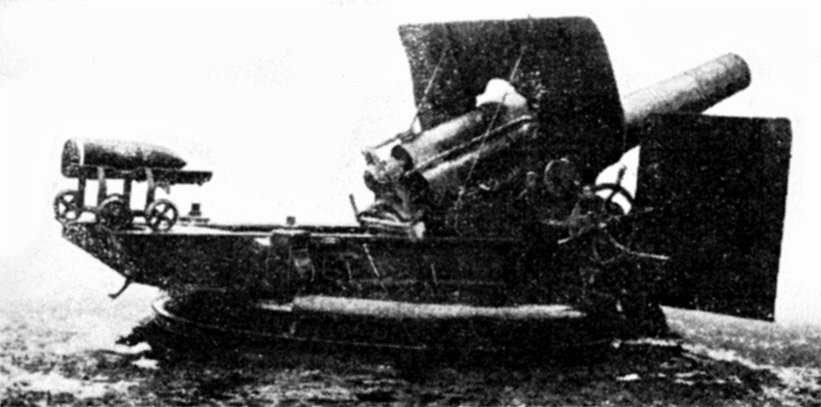
後方からの撮影。砲の地下には鉄製の砲床が組み立てられている。この上に輪形の架匡が据えられ、さらに大型の砲架を載せる。砲架の右側側面に見えるものは砲の旋回を定める方向照準機ハンドルである。砲架は砲耳を介して遥架および砲身と連結する。後部防盾および前方防盾の厚さは5mm。砲架上には装填車があり、200kgの砲弾が積まれている

本砲は砲身後座式の曲射重砲である。目的は口径24cmの砲弾により、堡塁や砲塔などの堅固な防御構造物を破壊することである。本砲の構造は四五式二十糎榴弾砲のそれを引き継いでおり、また前身となった砲は、日本の火砲として初の空気復座機を採用した火砲である。
大型の重砲であるため、分解積載しての移動力は与えられているが、素早い陣地変換などは不可能で、戦場の後方に砲兵陣地を設けて用いる。この砲は移動砲床、架匡、砲架、遥架、砲身に分解され、それぞれ運搬車によって輸送した。砲1門に要する牽引機材は13両の運搬車と砲兵トラクター、もしくは輓馬104頭である。その他の機材も含め、4門の中隊では車輌51両、または輓馬360頭を必要とした。運行速度は最大8km。
備砲にはまず、地面に中径7m、深さ1.3mの砲床壕を掘る。この内部に深い皿形の鉄製砲床を組み立て、一部を土で埋める。砲床の各部は分解可能で、自らの砲撃に耐えられるよう強固な支持柱が張り巡らされている。砲床の外縁を土で埋めた後、中央部には砲の後座のクリアランスをとるため、円台形状の穴が残される。この穴の上に、輪状で直径約3.4mの架匡を据え付ける。架匡の上に、4個の支持輪を介して砲架を搭載する。砲架の右側に付けられた方向照準機により砲が全周旋回し、また角度表示は架匡に刻まれている。ほか、架匡には踏板がかぶせられ、穴への転落を防止する。砲架の砲耳部分に、遥架及び砲身からなる合成体を取り付ける。備砲作業の終了までの実働時間は、45名の将兵により16時間25分を要した。
遥架には3筒の駐退複座機が組み込まれており、発砲時に砲身を1005mm後退させ、また反動力を緩衝し終わった後に砲身を元の位置へ戻す。1筒は砲身最上部の水圧式駐退機であり、この左右の2筒は空気式の複座機である。遥架には俯仰ギアが装着され、このギアは砲架の左側に付けられた高低照準機のハンドルにより作動する。ハンドル付近には射角板と指針が装備される。砲身は鋼製で、後半部分が被套されている。ライフリングは60条、傾角は7度である。砲身命数は3,000発である。
砲尾の閉鎖機は段隔螺式である。開くにはロックを解除した後にレバーを引く。このとき薬室に対して閉鎖器の螺体が12分の1回転し、自動的に噛み合いが解かれ、閉鎖器が右側に開かれる。
砲架の前には、上から見て弓型に緩く湾曲した前方防盾が、また砲耳の上部に後方防盾が取り付けられる。これらの厚さは5mmである。

## 砲弾と装薬
本砲は分離装薬を用いる。装薬は金属製の薬筒に収容される。装薬は一号装薬から五号装薬を使用した。薬筒は発射後、閉鎖器を開くと自動的に蹴り出される。
- 一号装薬：三号帯状薬9.7kg。初速387.4m/s、最大射程10,350m。
- 二号装薬：二号方形薬6.41kg。初速320.5m/s、最大射程8,150m。
- 三号装薬：二号方形薬4.79kg。初速271.0m/s、最大射程6,350m。
- 四号装薬：二号方形薬3.63kg。初速233.0m/s、最大射程4,900m。
- 五号装薬：二号方形薬2.84kg。初速205.0m/s、最大射程3,900m。

砲弾は以下のものが用意された。砲弾は巨大なため、砲手3名によりランマーで一気に押し込まれた。
- 破甲榴弾。弾量200kg、全長877.8mm。八八式大延弾底信管を底部に装着する。炸薬量13kgで着速317mの場合、鉄筋コンクリート41cm、通常コンクリート82cmを貫通する。
- 九五式破甲榴弾。弾量198.94kg。全長877.8mm。九五式破甲大三号弾底信管を用いる。
- 試製二式榴弾。弾量185kg。九八式二働信管、二式機械信管を使用。
- 試製二式破甲榴弾。試製二式破甲大二号弾底信管を使用。

## 現存品

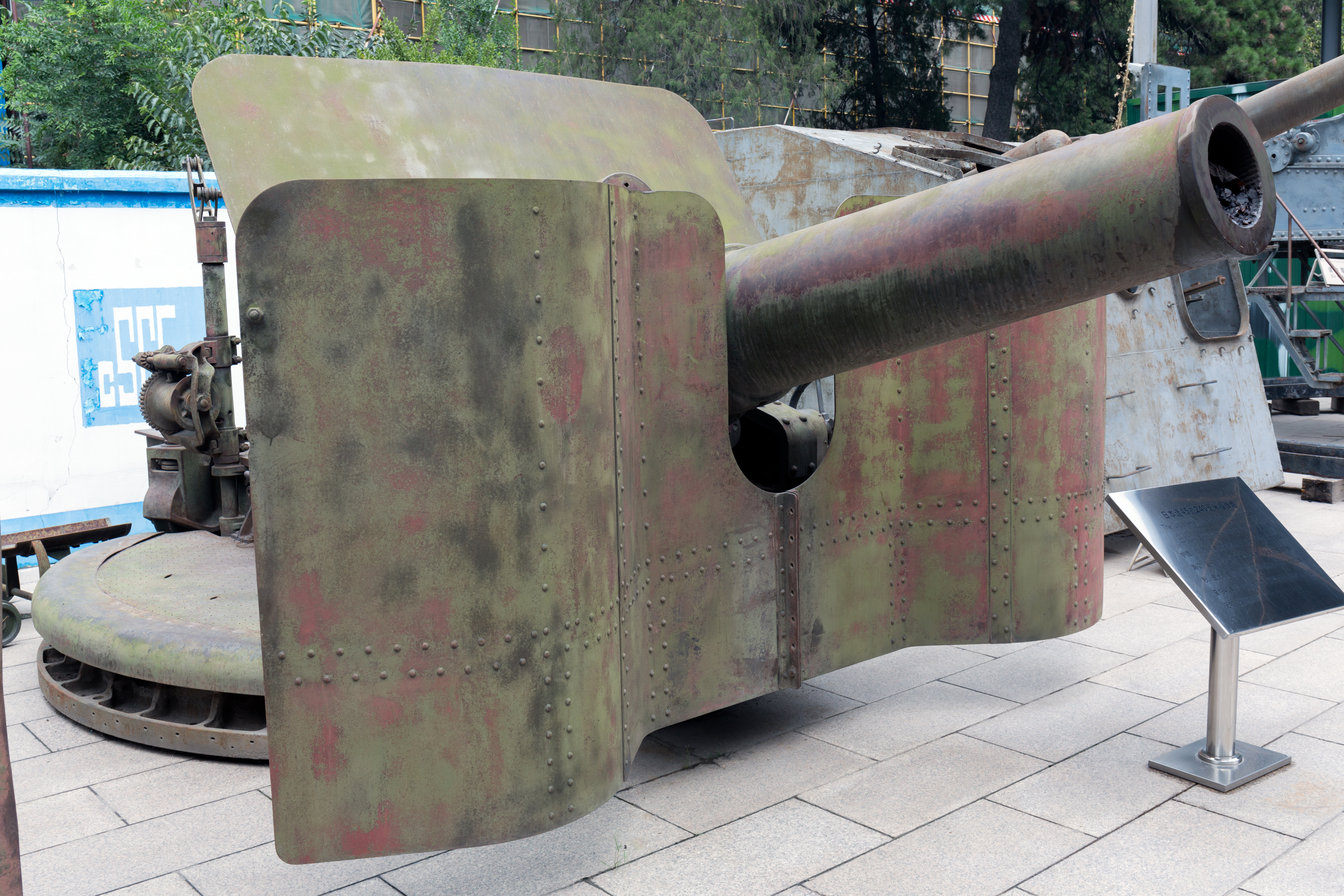
中国人民革命軍事博物館所蔵品

中国人民革命軍事博物館に原型をほぼ留めたものが展示されており、また父島要塞に残骸が残っている。

## 四五式二十糎榴弾砲

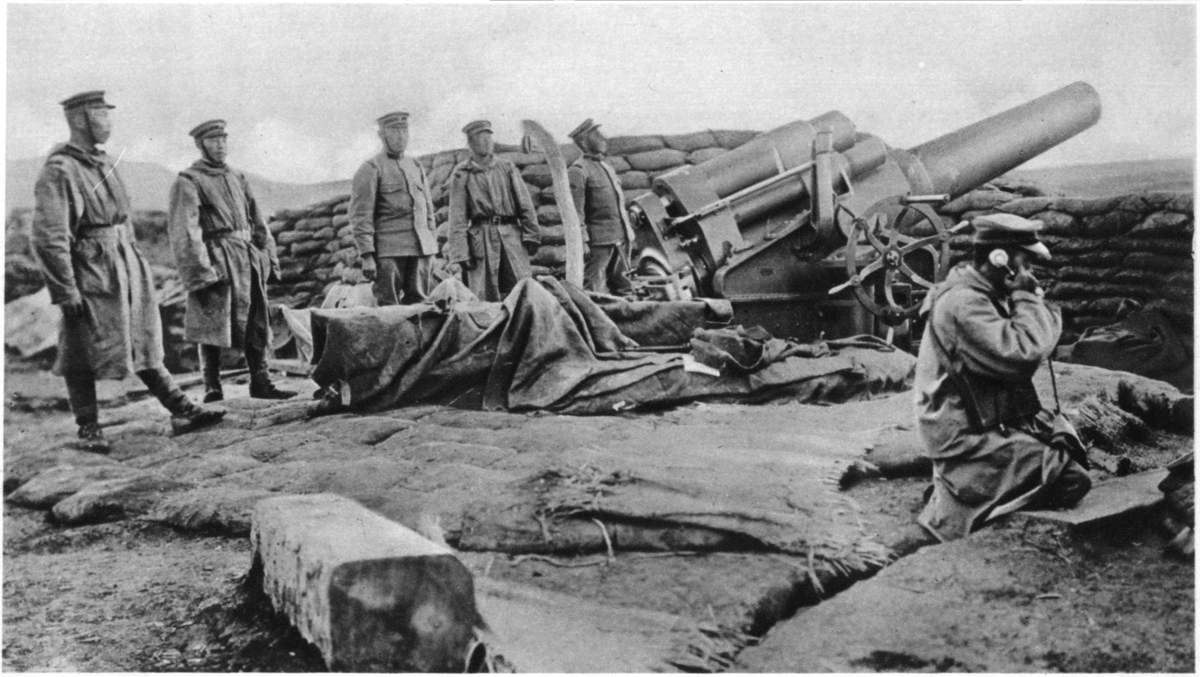
青島戦役時の四五式二十糎榴弾砲。防盾は装備していない

当初設計された20cm榴弾砲も、24cm砲とともに四五式として制式化されている。この20cm榴弾砲も青島攻略戦に参加したが、腔発事故が発生したことや、実戦における威力不足が確認されたこともあり、まもなくすべての砲がロシア帝国に売却された。製造数は10門、諸元は以下の通り。
- 口径：200mm
- 砲身長：318.7cm
- 重量：約21,000kg
- 初速：480m/秒
- 最大射程：10,350m

データは以下による。